# Ligue des nations de la CONCACAF 2024-2025
Navigation
Édition 2023-2024 Édition 2026-2027
La Ligue des nations de la CONCACAF 2024-2025 est la quatrième édition de la Ligue des nations organisée par la Confédération de football d'Amérique du Nord, d'Amérique centrale et des Caraïbes. Elle débute avec la phase de groupes en septembre 2024 et se termine avec la phase finale en mars 2025.

## Format
Le 19 avril 2024, la CONCACAF annonce les détails pour cette saison.
Les douze équipes les moins bien classées de la Ligue A au classement CONCACAF de mars 2024 entrent dans la phase de groupes, en utilisant désormais un format de tournoi du système suisse. Les équipes sont divisées en deux groupes de six équipes, chaque équipe jouant quatre matches contre des adversaires du groupe (deux à domicile et deux à l'extérieur). Les quatre meilleures équipes se qualifient pour les quarts de finale et sont rejointes par les quatre équipes les mieux classées dans le classement CONCACAF de mars 2024. Les équipes sortant de la phase de groupes sont tirées au sort contre les équipes les mieux classées, sur un match aller-retour. Les quatre vainqueurs des quarts de finale se qualifient pour la phase finale, qui conserve son format précédent d'une demi-finale, d'un match pour la troisième place et d'une finale pour déterminer la sélection championne.
La Ligue B comportent seize équipes réparties en quatre groupes de quatre. Chaque équipe joue six rencontres dans un double tournoi à la ronde aller-retour (trois à domicile et trois à l'extérieur). Enfin dans la Ligue C comportent neuf équipes. Les équipes sont divisées en trois groupes de trois équipes, chaque équipe disputant quatre matchs (deux à domicile et deux à l'extérieur).
Les équipes classées cinquième et sixième de la Ligue A et les équipes classées quatrième de la Ligue B étant reléguées pour la prochaine Ligue des Nations. Les vainqueurs de groupe des Ligues B et C sont promus, ainsi que la meilleure équipe deuxième de la Ligue C.

## Calendrier
Les dates sont confirmées le 23 mai 2024.
| Tour                    | Tour        | Tour           | Dates               |
| Ligue A                 | Ligue B     | Ligue C        | Dates               |
| ----------------------- | ----------- | -------------- | ------------------- |
| 1re journée             | 1re journée | 1re journée    | 2–10 septembre 2024 |
| 2e journée              | 2e journée  | 2e journée     | 2–10 septembre 2024 |
| NC                      | NC          | 3e journée     | 2–10 septembre 2024 |
| 3e journée              | 3e journée  | 4e journée     | 7–15 octobre 2024   |
| 4e journée              | 4e journée  | 5e journée     | 7–15 octobre 2024   |
| NC                      | NC          | 6e journée     | 7–15 octobre 2024   |
| Quarts de finale aller  | 5e journée  | Play-in aller  | 11–19 novembre 2024 |
| Quarts de finale retour | 6e journée  | Play-in retour | 11–19 novembre 2024 |
| Demi-finale             | NC          | NC             | 20 mars 2025        |
| Petite finale           | NC          | NC             | 23 mars 2025        |
| Finale                  | NC          | NC             | 23 mars 2025        |

## Participants
Les 41 associations membres de la CONCACAF prennent part à la Ligue des nations 2024-2025.
- Anguilla
- Antigua-et-Barbuda
- Aruba
- Bahamas
- Barbade
- Belize
- Bermudes
- Bonaire
- Îles Caïmans
- Canada
- Costa Rica
- Cuba
- Curaçao
- Dominique
- États-Unis
- Grenade
- Guadeloupe
- Guatemala
- Guyana
- Guyane
- Haïti
- Honduras
- Îles Vierges britanniques
- Îles Vierges des États-Unis
- Jamaïque
- Martinique
- Mexique
- Montserrat
- Nicaragua
- Panama
- Porto Rico
- République dominicaine
- Saint-Christophe-et-Niévès
- Saint-Martin
- Saint-Vincent-et-les-Grenadines
- Sainte-Lucie
- Salvador
- Sint Maarten
- Suriname
- Trinité-et-Tobago
- Îles Turques-et-Caïques

## Ligues

### Composition des ligues
Les 41 associations membres de la CONCACAF participeront à la compétition. Les équipes seront divisées en ligues en fonction de leurs résultats de la précédente saison, tandis que les pots ont été déterminés par le classement CONCACAF de mars 2024. Les quatre équipes les mieux classées de la Ligue A recevront un laissez-passer pour les quarts de finale. Le tirage au sort de la phase de groupes a lieu le 6 mai 2024, à Miami, Floride. Les pots ont été confirmés le 19 avril 2023, avec la Ligue A divisée en six pots de deux équipes, la Ligue B divisée en quatre pots de quatre équipes et la Ligue C divisée en trois pots de trois équipes.
Légende :
- Équipes qualifiées pour les quarts de finale.
- Équipes placées dans le chapeau 1
- Équipes placées dans le chapeau 2
- Équipes placées dans le chapeau 3
- Équipes placées dans le chapeau 4
- Équipes placées dans le chapeau 5
- Équipes placées dans le chapeau 6

| Ligue A           | Ligue A | Ligue A |
| Équipe            | Pts     | Class   |
| ----------------- | ------- | ------- |
| Mexique           | 1 907   | 1       |
| États-Unis        | 1 849   | 2       |
| Panama            | 1 737   | 3       |
| Canada            | 1 710   | 4       |
| Jamaïque          | 1 677   | 5       |
| Costa Rica        | 1 621   | 6       |
| Honduras          | 1 431   | 7       |
| Guatemala         | 1 395   | 9       |
| Trinité-et-Tobago | 1 344   | 10      |
| Martinique        | 1 322   | 11      |
| Cuba              | 1 158   | 13      |
| Guadeloupe P      | 1 119   | 15      |
| Nicaragua P       | 1 112   | 16      |
| Suriname          | 1 070   | 17      |
| Guyane P          | 1 058   | 18      |
| Guyana P          | 1 054   | 19      |

| Ligue B                           | Ligue B | Ligue B |
| Équipe                            | Pts     | Class   |
| --------------------------------- | ------- | ------- |
| Haïti R                           | 1 409   | 8       |
| Salvador R                        | 1 230   | 12      |
| Curaçao R                         | 1 134   | 14      |
| République dominicaine            | 933     | 20      |
| Bermudes                          | 854     | 21      |
| Porto Rico                        | 849     | 22      |
| Montserrat                        | 815     | 23      |
| Sainte-Lucie                      | 798     | 24      |
| Grenade R                         | 774     | 26      |
| Saint-Vincent-et-les-Grenadines P | 769     | 27      |
| Antigua-et-Barbuda                | 768     | 28      |
| Aruba P                           | 641     | 30      |
| Dominique P                       | 638     | 31      |
| Bonaire P                         | 590     | 32      |
| Saint-Martin P                    | 522     | 34      |
| Sint Maarten                      | 487     | 35      |

| Ligue C                      | Ligue C | Ligue C |
| Équipe                       | Pts     | Class   |
| ---------------------------- | ------- | ------- |
| Saint-Christophe-et-Niévès R | 779     | 25      |
| Belize R                     | 737     | 29      |
| Barbade R                    | 558     | 33      |
| Bahamas R                    | 479     | 36      |
| Îles Caïmans                 | 393     | 37      |
| Îles Turques-et-Caïques      | 324     | 38      |
| Îles Vierges britanniques    | 207     | 39      |
| Îles Vierges des États-Unis  | 155     | 40      |
| Anguilla                     | 150     | 41      |

### Ligue A

#### Phase de groupes
Légende des classements
- Qualification pour les quarts de finale
- Qualification pour les éliminatoires de la Gold Cup 2025
- Relégation en Ligue B et qualifié pour le play-in

##### Groupe A
| Rang | Équipe       | Pts | J | G | N | P | Bp | Bc | Diff |  | Résultats (▼ dom., ► ext.) |     |     |     |     |     |     |
| ---- | ------------ | --- | - | - | - | - | -- | -- | ---- |  | -------------------------- | --- | --- | --- | --- | --- | --- |
| 1    | Costa Rica   | 8   | 4 | 2 | 2 | 0 | 7  | 1  | +6   |  | Costa Rica                 |     |     | 3-0 |     | 3-0 |     |
| 2    | Suriname     | 7   | 4 | 2 | 1 | 1 | 9  | 4  | +5   |  | Suriname                   | 1-1 |     |     |     |     | 5-1 |
| 3    | Guatemala    | 7   | 4 | 2 | 1 | 1 | 6  | 5  | +1   |  | Guatemala                  | 0-0 |     |     | 3-1 |     |     |
| 4    | Martinique   | 5   | 4 | 1 | 2 | 1 | 4  | 5  | -1   |  | Martinique                 |     |     |     |     | 0-0 | 2-2 |
| 5    | Guadeloupe P | 4   | 4 | 1 | 1 | 2 | 1  | 4  | -3   |  | Guadeloupe P               |     | 1-0 |     | 0-1 |     |     |
| 6    | Guyana P     | 1   | 4 | 0 | 1 | 3 | 5  | 13 | -8   |  | Guyana P                   |     | 1-3 | 1-3 |     |     |     |

##### Groupe B
| Rang | Équipe            | Pts | J | G | N | P | Bp | Bc | Diff |  | Résultats (▼ dom., ► ext.) |     |     |     |     |     |     |
| ---- | ----------------- | --- | - | - | - | - | -- | -- | ---- |  | -------------------------- | --- | --- | --- | --- | --- | --- |
| 1    | Jamaïque          | 8   | 4 | 2 | 2 | 0 | 4  | 1  | +3   |  | Jamaïque                   |     | 0-0 |     |     | 0-0 |     |
| 2    | Honduras          | 7   | 4 | 2 | 1 | 1 | 8  | 4  | +4   |  | Honduras                   | 1-2 |     |     | 4-0 |     |     |
| 3    | Nicaragua P       | 7   | 4 | 2 | 1 | 1 | 5  | 5  | 0    |  | Nicaragua P                | 0-2 |     |     |     |     | 3-2 |
| 4    | Trinité-et-Tobago | 5   | 4 | 1 | 2 | 1 | 5  | 7  | -2   |  | Trinité-et-Tobago          |     |     |     |     | 3-1 | 0-0 |
| 5    | Cuba              | 3   | 4 | 0 | 3 | 1 | 4  | 6  | -2   |  | Cuba                       |     |     | 1-1 | 2-2 |     |     |
| 6    | Guyane P          | 1   | 4 | 0 | 1 | 3 | 4  | 7  | -3   |  | Guyane P                   |     | 2-3 | 0-1 |     |     |     |

#### Quarts de finale
Les quarts de finale seront déterminés en fonction du classement des équipes. Les vainqueurs du groupe et les deuxièmes du groupe seront classés en fonction de leurs résultats lors de la phase de groupes, tandis que les têtes de série seront classées en fonction du classement CONCACAF d'octobre 2024. Les matchs aller et retour ont lieu en novembre 2024. Les vainqueurs seront qualifiés pour le Final 4 de la Ligue des Nations.
| # | Nations    | Pts   |
| - | ---------- | ----- |
| 1 | Mexique    | 1 900 |
| 2 | Canada     | 1 807 |
| 3 | États-Unis | 1 776 |
| 4 | Panama     | 1 730 |

| Rang | Équipe     | Pts | J | G | N | P | Bp | Bc | Diff |
| ---- | ---------- | --- | - | - | - | - | -- | -- | ---- |
| 1    | Costa Rica | 8   | 4 | 2 | 2 | 0 | 7  | 1  | +6   |
| 2    | Jamaïque   | 8   | 4 | 2 | 2 | 0 | 4  | 1  | +3   |
|      |            |     |   |   |   |   |    |    |      |
| 3    | Suriname   | 7   | 4 | 2 | 1 | 1 | 9  | 4  | +5   |
| 4    | Honduras   | 7   | 4 | 2 | 1 | 1 | 8  | 4  | +4   |

Les confrontations sont les suivantes :
- Quarts de finale 1 (QF1) : équipe classée quatrième contre le meilleur vainqueur de groupe
- Quarts de finale 2 (QF2) : équipe classée troisième contre le deuxième vainqueur de groupe
- Quarts de finale 3 (QF3) : Équipe classée deuxième contre le meilleur deuxième de groupe
- Quarts de finale 4 (QF4) : Équipe classée première contre le moins bon deuxième de groupe.

| Équipe     | Aller | Total | Retour | Équipe     |
| ---------- | ----- | ----- | ------ | ---------- |
| Panama     | 1 - 0 | 3 - 2 | 2 - 2  | Costa Rica |
| États-Unis | 1 - 0 | 5 - 3 | 4 - 2  | Jamaïque   |
| Canada     | 1 - 0 | 4 - 0 | 3 - 0  | Suriname   |
| Mexique    | 0 - 2 | 4 - 2 | 4 - 0  | Honduras   |

#### Phase finale de la Ligue des nations
|  | Demi-finales             | Demi-finales             | Demi-finales             | Demi-finales             |                               |        | Finale                   | Finale                   | Finale                   | Finale                   |
|  |                          |                          |                          |                          |                               |        |                          |                          |                          |                          |
|  | 20 mars 2025 - Inglewood | 20 mars 2025 - Inglewood | 20 mars 2025 - Inglewood | 20 mars 2025 - Inglewood |                               |        | 23 mars 2025 - Inglewood | 23 mars 2025 - Inglewood | 23 mars 2025 - Inglewood | 23 mars 2025 - Inglewood |
|  | États-Unis               | États-Unis               | 0                        | 0                        |                               |        | 23 mars 2025 - Inglewood | 23 mars 2025 - Inglewood | 23 mars 2025 - Inglewood | 23 mars 2025 - Inglewood |
|  | États-Unis               | États-Unis               | 0                        | 0                        |                               |        | 23 mars 2025 - Inglewood | 23 mars 2025 - Inglewood | 23 mars 2025 - Inglewood | 23 mars 2025 - Inglewood |
|  | Panama                   | Panama                   | 1                        | 1                        |                               |        | 23 mars 2025 - Inglewood | 23 mars 2025 - Inglewood | 23 mars 2025 - Inglewood | 23 mars 2025 - Inglewood |
|  | Panama                   | Panama                   | 1                        | 1                        | Panama                        | Panama | 1                        | 1                        |                          |                          |
|  | 20 mars 2025 - Inglewood |                          |                          |                          | Panama                        | Panama | 1                        | 1                        |                          |                          |
|  |                          |                          | Mexique                  | Mexique                  | 2                             | 2      |                          |                          |                          |                          |
|  | Canada                   | Canada                   | Mexique                  | Mexique                  | 2                             | 2      | 0                        | 0                        |                          |                          |
|  | Canada                   | Canada                   |                          |                          |                               |        |                          | 0                        |                          |                          |
|  | Mexique                  | Mexique                  | 2                        | 2                        |                               |        |                          |                          |                          |                          |
|  | Mexique                  | Mexique                  | 2                        | 2                        | Match pour la troisième place |        |                          |                          |                          |                          |
|  |                          |                          |                          |                          |                               |        |                          |                          |                          |                          |
|  | 23 mars 2025 - Inglewood |                          |                          |                          |                               |        |                          |                          |                          |                          |
|  | États-Unis               | États-Unis               | 1                        | 1                        |                               |        |                          |                          |                          |                          |
|  | États-Unis               | États-Unis               | 1                        | 1                        |                               |        |                          |                          |                          |                          |
|  | Canada                   | Canada                   | 2                        | 2                        |                               |        |                          |                          |                          |                          |
|  | Canada                   | Canada                   | 2                        | 2                        |                               |        |                          |                          |                          |                          |

### Ligue B
Légende des classements
- Promotion en Ligue A et qualification pour la Gold Cup 2025
- Possible qualification pour la Gold Cup 2025 basée sur le classement
- Relégation en Ligue C

#### Groupe A
| Rang | Équipe                            | Pts | J | G | N | P | Bp | Bc | Diff |  | Résultats (▼ dom., ► ext.)        |     |     |     |     |
| ---- | --------------------------------- | --- | - | - | - | - | -- | -- | ---- |  | --------------------------------- | --- | --- | --- | --- |
| 1    | Salvador R                        | 15  | 6 | 5 | 0 | 1 | 12 | 6  | +6   |  | Salvador R                        |     | 1-2 | 2-1 | 1-0 |
| 2    | Saint-Vincent-et-les-Grenadines P | 13  | 6 | 4 | 1 | 1 | 12 | 7  | +5   |  | Saint-Vincent-et-les-Grenadines P | 2-3 |     | 3-1 | 2-0 |
| 3    | Bonaire                           | 4   | 6 | 1 | 1 | 4 | 4  | 8  | -4   |  | Bonaire                           | 0-1 | 1-1 |     | 0-1 |
| 4    | Montserrat                        | 3   | 6 | 1 | 0 | 5 | 3  | 10 | -7   |  | Montserrat                        | 1-4 | 1-2 | 0-1 |     |

#### Groupe B
| Rang | Équipe         | Pts | J | G | N | P | Bp | Bc | Diff |  | Résultats (▼ dom., ► ext.) |     |     |     |     |
| ---- | -------------- | --- | - | - | - | - | -- | -- | ---- |  | -------------------------- | --- | --- | --- | --- |
| 1    | Curaçao R      | 13  | 6 | 4 | 1 | 1 | 15 | 3  | +12  |  | Curaçao R                  |     | 4-1 | 1-0 | 4-0 |
| 2    | Sainte-Lucie   | 9   | 6 | 3 | 0 | 3 | 7  | 15 | -8   |  | Sainte-Lucie               | 2-1 |     | 0-4 | 0-4 |
| 3    | Grenade R      | 7   | 6 | 2 | 1 | 3 | 7  | 6  | +1   |  | Grenade R                  | 0-0 | 1-2 |     | 0-3 |
| 4    | Saint-Martin P | 6   | 6 | 2 | 0 | 4 | 8  | 13 | -5   |  | Saint-Martin P             | 0-5 | 1-2 | 0-2 |     |

#### Groupe C
| Rang | Équipe       | Pts | J | G | N | P | Bp | Bc | Diff |  | Résultats (▼ dom., ► ext.) |     |     |     |     |
| ---- | ------------ | --- | - | - | - | - | -- | -- | ---- |  | -------------------------- | --- | --- | --- | --- |
| 1    | Haïti R      | 18  | 6 | 6 | 0 | 0 | 29 | 5  | +24  |  | Haïti R                    |     | 3-0 | 6-0 | 5-3 |
| 2    | Porto Rico   | 9   | 6 | 3 | 0 | 3 | 11 | 12 | -1   |  | Porto Rico                 | 1-4 |     | 2-1 | 5-1 |
| 3    | Sint Maarten | 9   | 6 | 3 | 0 | 3 | 7  | 18 | -11  |  | Sint Maarten               | 0-8 | 3-2 |     | 2-0 |
| 4    | Aruba P      | 0   | 6 | 0 | 0 | 6 | 5  | 17 | -12  |  | Aruba P                    | 1-3 | 0-1 | 0-1 |     |

#### Groupe D
| Rang | Équipe                 | Pts | J | G | N | P | Bp | Bc | Diff |  | Résultats (▼ dom., ► ext.) |     |     |     |     |
| ---- | ---------------------- | --- | - | - | - | - | -- | -- | ---- |  | -------------------------- | --- | --- | --- | --- |
| 1    | République dominicaine | 18  | 6 | 6 | 0 | 0 | 27 | 4  | +23  |  | République dominicaine     |     | 6-1 | 2-0 | 5-0 |
| 2    | Bermudes               | 12  | 6 | 4 | 0 | 2 | 15 | 13 | +2   |  | Bermudes                   | 2-3 |     | 3-2 | 2-1 |
| 3    | Dominique P            | 4   | 6 | 1 | 1 | 4 | 6  | 18 | -12  |  | Dominique P                | 1-6 | 1-6 |     | 2-1 |
| 4    | Antigua-et-Barbuda     | 1   | 6 | 0 | 1 | 5 | 2  | 15 | -13  |  | Antigua-et-Barbuda         | 0-5 | 0-1 | 0-0 |     |

#### Meilleur deuxième
| Rang | Équipe                          | Pts | J | G | N | P | Bp | Bc | Diff |
| ---- | ------------------------------- | --- | - | - | - | - | -- | -- | ---- |
| 1    | Saint-Vincent-et-les-Grenadines | 13  | 6 | 4 | 1 | 1 | 12 | 7  | +5   |
| 2    | Bermudes                        | 12  | 6 | 4 | 0 | 2 | 15 | 13 | +2   |
| 3    | Porto Rico                      | 9   | 6 | 3 | 0 | 3 | 11 | 12 | -1   |
| 3    | Sainte-Lucie                    | 9   | 6 | 3 | 0 | 3 | 7  | 15 | -8   |

### Ligue C
Légende des classements
- Promotion en Ligue B et qualifiés pour le play-in
- Possible promotion en Ligue B et possible play-in basée sur le classement

#### Groupe A
| Rang | Équipe                      | Pts | J | G | N | P | Bp | Bc | Diff |  | Résultats (▼ dom., ► ext.)  |     |     |     |
| ---- | --------------------------- | --- | - | - | - | - | -- | -- | ---- |  | --------------------------- | --- | --- | --- |
| 1    | Barbade R                   | 12  | 4 | 4 | 0 | 0 | 17 | 4  | +13  |  | Barbade R                   |     | 6-2 | 3-0 |
| 2    | Bahamas R                   | 4   | 4 | 3 | 1 | 2 | 10 | 13 | -3   |  | Bahamas R                   | 2-3 |     | 3-1 |
| 3    | Îles Vierges des États-Unis | 1   | 4 | 0 | 1 | 3 | 4  | 14 | -10  |  | Îles Vierges des États-Unis | 0-5 | 3-3 |     |

#### Groupe B
| Rang | Équipe                  | Pts | J | G | N | P | Bp | Bc | Diff |  | Résultats (▼ dom., ► ext.) |     |     |     |
| ---- | ----------------------- | --- | - | - | - | - | -- | -- | ---- |  | -------------------------- | --- | --- | --- |
| 1    | Belize R                | 12  | 4 | 4 | 0 | 0 | 9  | 0  | +9   |  | Belize R                   |     | 1-0 | 3-0 |
| 2    | Anguilla                | 3   | 4 | 1 | 0 | 3 | 3  | 4  | -1   |  | Anguilla                   | 0-1 |     | 2-0 |
| 3    | Îles Turques-et-Caïques | 3   | 4 | 1 | 0 | 3 | 2  | 10 | -8   |  | Îles Turques-et-Caïques    | 0-4 | 2-1 |     |

#### Groupe C
| Rang | Équipe                       | Pts | J | G | N | P | Bp | Bc | Diff |  | Résultats (▼ dom., ► ext.)   |     |     |     |
| ---- | ---------------------------- | --- | - | - | - | - | -- | -- | ---- |  | ---------------------------- | --- | --- | --- |
| 1    | Saint-Christophe-et-Niévès R | 10  | 4 | 3 | 1 | 0 | 10 | 3  | +7   |  | Saint-Christophe-et-Niévès R |     | 1-1 | 2-0 |
| 2    | Îles Caïmans                 | 7   | 4 | 2 | 1 | 1 | 4  | 5  | -1   |  | Îles Caïmans                 | 1-4 |     | 1-0 |
| 3    | Îles Vierges britanniques    | 0   | 4 | 0 | 0 | 4 | 1  | 7  | -6   |  | Îles Vierges britanniques    | 1-3 | 0-1 |     |

#### Meilleur deuxième
| Rang | Équipe       | Pts | J | G | N | P | Bp | Bc | Diff |
| ---- | ------------ | --- | - | - | - | - | -- | -- | ---- |
| 1    | Îles Caïmans | 7   | 4 | 2 | 1 | 1 | 4  | 5  | -1   |
| 2    | Bahamas      | 4   | 4 | 1 | 1 | 2 | 10 | 13 | -3   |
| 3    | Anguilla     | 3   | 4 | 1 | 0 | 3 | 3  | 4  | -1   |

### Tour préliminaire
Le play-in oppose les deux dernières équipes de chaque groupe de la Ligue A (équipes classées 5e et 6e) et les quatre meilleures équipes de la Ligue C (trois vainqueurs de groupe et la meilleure équipe parmi les deuxièmes de groupe). Les appariements seront déterminés en fonction des résultats des équipes lors de la phase de poules. Les vainqueurs se qualifient pour les éliminatoires de la Gold Cup 2025. Les matchs aller se joueront du 11 au 19 novembre et les matchs retour du 11 au 19 novembre 2024.
| Rang | Équipe     | Pts | J | G | N | P | Bp | Bc | Diff |
| ---- | ---------- | --- | - | - | - | - | -- | -- | ---- |
| 1    | Guadeloupe | 4   | 4 | 1 | 2 | 1 | 1  | 4  | -3   |
| 2    | Cuba       | 3   | 4 | 0 | 3 | 1 | 4  | 6  | -2   |
|      |            |     |   |   |   |   |    |    |      |
| 3    | Guyane     | 1   | 4 | 0 | 1 | 3 | 4  | 7  | -3   |
| 4    | Guyana     | 1   | 4 | 0 | 1 | 3 | 5  | 13 | -8   |

| Rang | Équipe                     | Pts | J | G | N | P | Bp | Bc | Diff |
| ---- | -------------------------- | --- | - | - | - | - | -- | -- | ---- |
| 1    | Barbade                    | 12  | 4 | 4 | 0 | 0 | 17 | 4  | +13  |
| 2    | Belize                     | 12  | 4 | 4 | 0 | 0 | 9  | 0  | +9   |
| 3    | Saint-Christophe-et-Niévès | 10  | 4 | 3 | 1 | 0 | 10 | 3  | +7   |
|      |                            |     |   |   |   |   |    |    |      |
| 4    | Îles Caïmans               | 7   | 4 | 2 | 1 | 1 | 4  | 5  | -1   |

Les confrontations se dérouleront :
- Play-in 1 : meilleure 5e équipe de la Ligue A contre meilleur deuxième de groupe de la Ligue C
- Play-in 2 : pire 5e équipe de la Ligue A contre meilleur troisième de groupe de la Ligue C
- Play-in 3 : meilleure 6e équipe de la Ligue A contre meilleur deuxième de groupe de la Ligue C
- Play-in 4 : pire 6e équipe de la Ligue A contre meilleur vainqueur de groupe de la Ligue C

| Équipe                     | Aller | Total | Retour | Équipe     |
| -------------------------- | ----- | ----- | ------ | ---------- |
| Îles Caïmans               | 0 - 6 | 0 - 7 | 0 - 1  | Guadeloupe |
| Saint-Christophe-et-Niévès | 2 - 1 | 2 - 5 | 0 - 4  | Cuba       |
| Belize                     | 2 - 1 | 4 - 3 | 2 - 2  | Guyane     |
| Barbade                    | 1 - 4 | 4 - 9 | 3 - 5  | Guyana     |

## Promotions et relégations
| Promotions | Promotions             | Promotions                              |
| Groupe     | Ligue A ← Ligue B      | Ligue B ← Ligue C                       |
| ---------- | ---------------------- | --------------------------------------- |
| Groupe A   | Salvador               | Barbade                                 |
| Groupe B   | Curaçao                | Belize                                  |
| Groupe C   | Haïti                  | Saint-Christophe-et-Niévès Îles Caïmans |
| Groupe D   | République dominicaine |                                         |

| Relégations | Relégations        | Relégations       |
| Groupe      | Ligue A → Ligue B  | Ligue B → Ligue C |
| ----------- | ------------------ | ----------------- |
| Groupe A    | Guadeloupe Guyana  | Montserrat        |
| Groupe B    | Cuba Guyane        | Saint-Martin      |
| Groupe C    |                    | Aruba             |
| Groupe D    | Antigua-et-Barbuda |                   |

## Classement général
| Rang                                 | Nation     | Parcours  |
| ------------------------------------ | ---------- | --------- |
| Médaille d'or, Amérique du Nord      | Mexique    | Vainqueur |
| Médaille d'argent, Amérique du Nord  | Panama     | Finaliste |
| Médaille de bronze, Amérique du Nord | Canada     | Troisième |
| 4e                                   | États-Unis | Quatrième |